# Sarrewerden
Ne doit pas être confondu avec Neuf-Sarrewerden.
Sarrewerden [saʁvɛʁdən] est une commune française située dans la circonscription administrative du Bas-Rhin et, depuis le 1er janvier 2021, dans le territoire de la Collectivité européenne d'Alsace, en région Grand Est.
Ancien chef-lieu du comté homonyme jusqu'en 1629, la commune est mosellane en 1790 puis bas-rhinoise depuis 1793. Elle est depuis lors dans la région historique et culturelle d'Alsace.
Le 1er mars 1972, la commune a fusionné avec Bischtroff-sur-Sarre et Zollingen.

## Géographie
La commune est située dans la région naturelle de l'Alsace Bossue.

Elle est traversée par la ligne de (Sarrebourg) Berthelming à Sarreguemines. Cependant le tronçon entre Berthelming et Sarre-Union est actuellement inexploité et la gare de Sarrewerden est fermée à tout trafic.
| Harskirchen | Sarre-Union  | Rimsdorf |
|             | Sarrewerden  |          |
| Diedendorf  | Wolfskirchen | Burbach  |

### Écarts et lieux-dits
- Bischtroff-sur-Sarre
- Zollingen

### Hydrographie
La commune est dans le bassin versant du Rhin au sein du bassin Rhin-Meuse. Elle est drainée par la Sarre, le ruisseau Burbach, le ruisseau du Vieil Étang, le ruisseau Haselach et le ruisseau le Metzlachgraben,.
La Sarre, d'une longueur totale de 129,2 km, est un affluent de la Moselle et donc un sous-affluent du Rhin, qui coule en Lorraine, en Alsace bossue et dans les Länder allemands de la Sarre et de Rhénanie-Palatinat. Les caractéristiques hydrologiques de la Sarre sont données par la station hydrologique située sur la commune de Diedendorf. Le débit moyen mensuel est de 7,37 m3/s. Le débit moyen journalier maximum est de 270 m3/s, atteint lors de la crue du 26 mai 1983. Le débit instantané maximal est quant à lui de 286 m3/s, atteint le même jour.

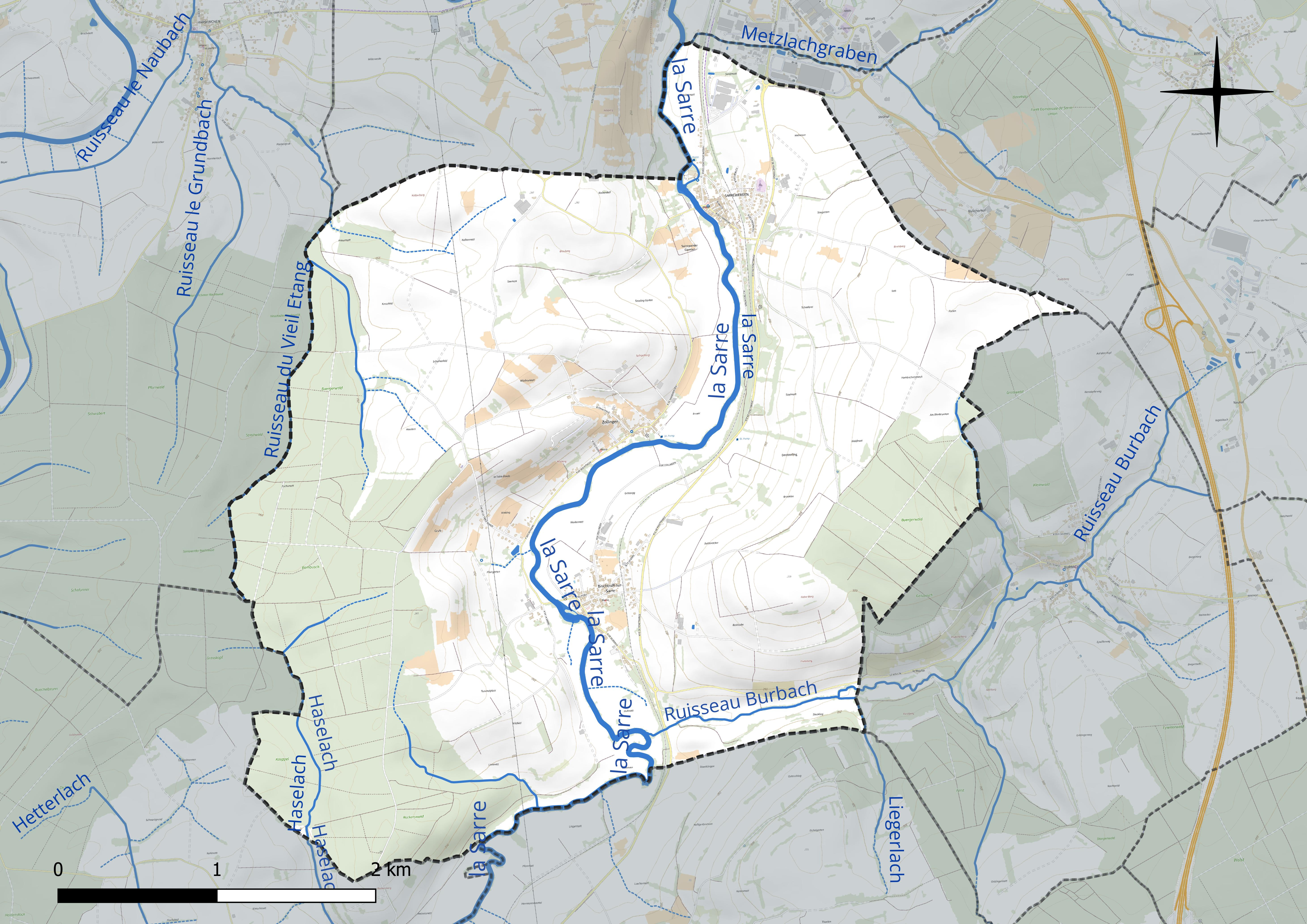
Réseau hydrographique de Sarrewerden.

### Climat
Pour des articles plus généraux, voir Climat du Grand Est et Climat du Bas-Rhin.
En 2010, le climat de la commune est de type climat des marges montargnardes, selon une étude du Centre national de la recherche scientifique s'appuyant sur une série de données couvrant la période 1971-2000. En 2020, Météo-France publie une typologie des climats de la France métropolitaine dans laquelle la commune est exposée à un climat semi-continental et est dans la région climatique  Vosges, caractérisée par une pluviométrie très élevée (1 500 à 2 000 mm/an) en toutes saisons et un hiver rude (moins de 1 °C). 
Pour la période 1971-2000, la température annuelle moyenne est de 10 °C, avec une amplitude thermique annuelle de 16,9 °C. Le cumul annuel moyen de précipitations est de 899 mm, avec 11,7 jours de précipitations en janvier et 9,5 jours en juillet. Pour la période 1991-2020, la température moyenne annuelle observée sur la station météorologique de Météo-France la plus proche, « Berg », sur la commune de Berg à 6 km à vol d'oiseau, est de 10,4 °C et le cumul annuel moyen de précipitations est de 801,8 mm. 
La température maximale relevée sur cette station est de 37,4 °C, atteinte le 25 juillet 2019 ; la température minimale est de −16,8 °C, atteinte le 7 février 2012,,. 
Les paramètres climatiques de la commune ont été estimés pour le milieu du siècle (2041-2070) selon différents scénarios d'émission de gaz à effet de serre à partir des nouvelles projections climatiques de référence DRIAS-2020. Ils sont consultables sur un site dédié publié par Météo-France en novembre 2022.

## Urbanisme

### Typologie
Au 1er janvier 2024, Sarrewerden est catégorisée commune rurale à habitat dispersé, selon la nouvelle grille communale de densité à sept niveaux définie par l'Insee en 2022.
Elle est située hors unité urbaine. Par ailleurs la commune fait partie de l'aire d'attraction de Sarre-Union, dont elle est une commune de la couronne,. Cette aire, qui regroupe 12 communes, est catégorisée dans les aires de moins de 50 000 habitants,.

### Occupation des sols
L'occupation des sols de la commune, telle qu'elle ressort de la base de données européenne d’occupation biophysique des sols Corine Land Cover (CLC), est marquée par l'importance des territoires agricoles (70,4 % en 2018), une proportion sensiblement équivalente à celle de 1990 (70,6 %). La répartition détaillée en 2018 est la suivante : forêts (24,7 %), zones agricoles hétérogènes (22,3 %), prairies (20,4 %), terres arables (15,8 %), cultures permanentes (11,9 %), zones industrielles ou commerciales et réseaux de communication (3 %), zones urbanisées (2 %). L'évolution de l’occupation des sols de la commune et de ses infrastructures peut être observée sur les différentes représentations cartographiques du territoire : la carte de Cassini (XVIIIe siècle), la carte d'état-major (1820-1866) et les cartes ou photos aériennes de l'IGN pour la période actuelle (1950 à aujourd'hui).

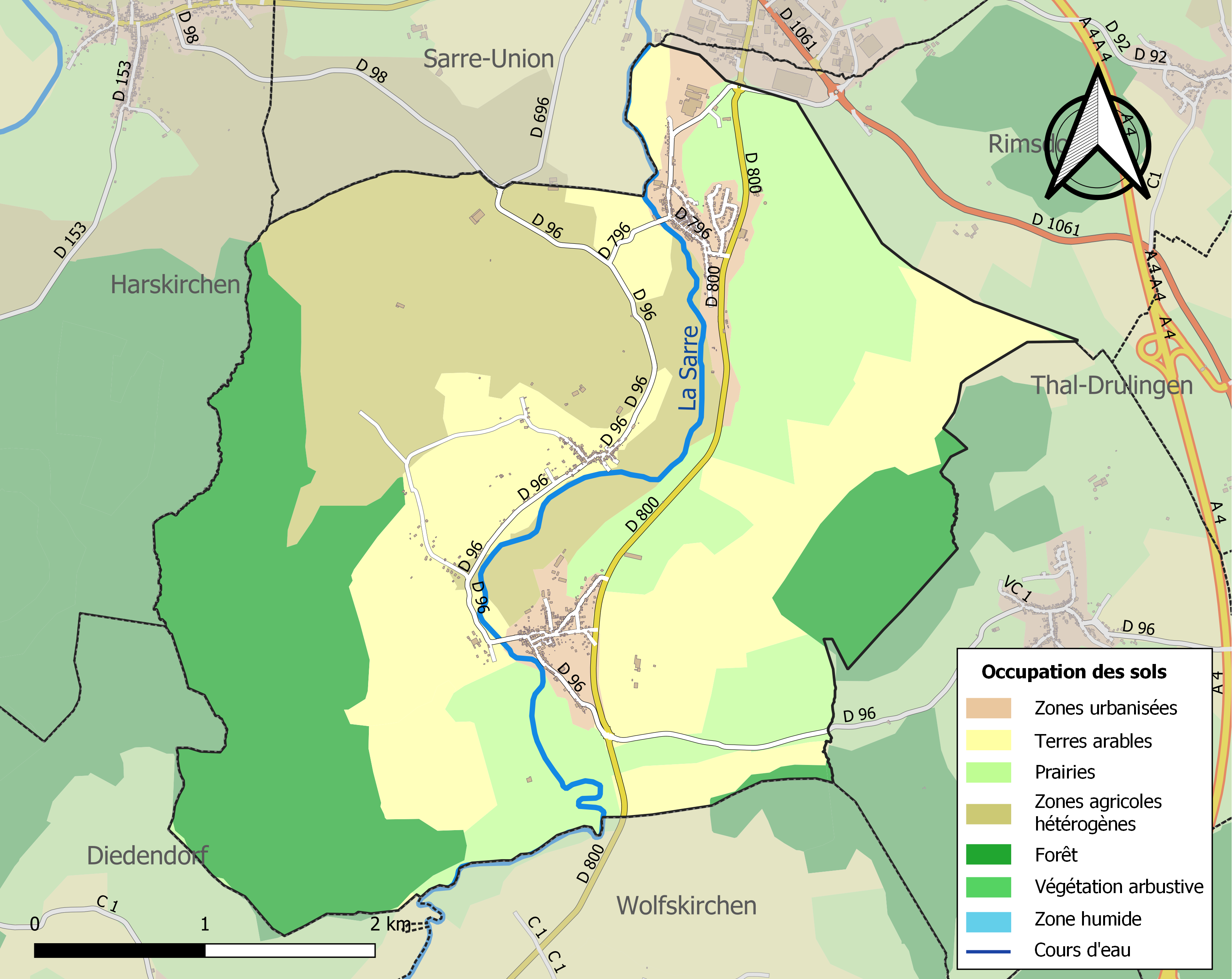
Carte des infrastructures et de l'occupation des sols de la commune en 2018 (CLC).

## Toponymie
- venant de Sarre, la rivière qui traverse le village et Werd, « île » qui désigne un îlot se trouvant à proximité[17].
- anciennes mentions[1]: Altsaarwerden, Vieux Sarverden (1793), Vieux Saarwerden (1801).
- Sààrwerde en francique rhénan[18]. Saarwerden en allemand.
- Sobriquet des habitants : Schisskiwel[19] (pots de chambre).

## Histoire

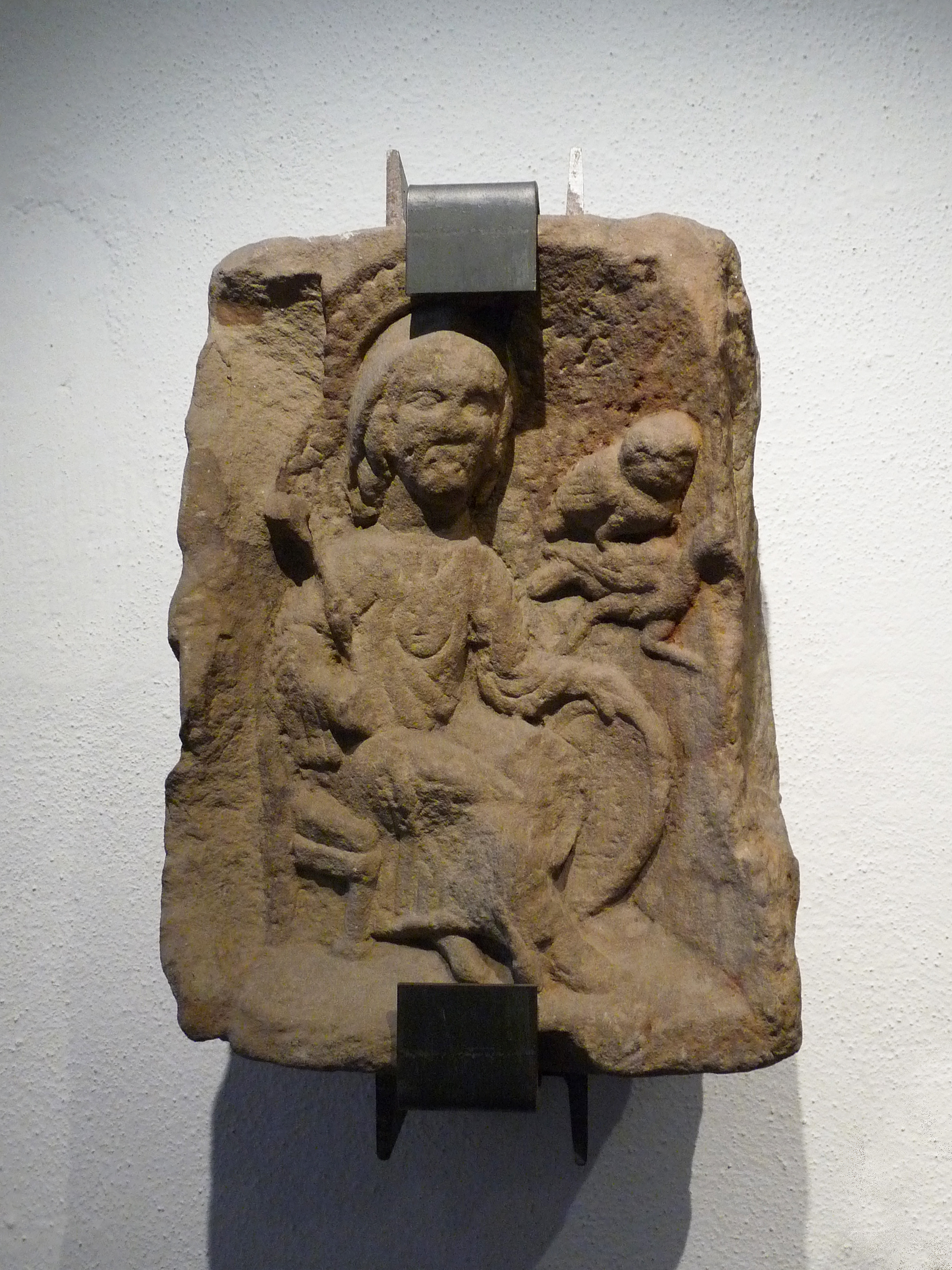
Minerve trouvée à Pisdorf (Musée archéologique de Strasbourg).

Sarrewerden fut le siège d'un comté de Sarrewerden ou de Nassau-Saarwerden, terre d'Empire et de tradition réformée. Il appartint à la Maison de Nassau, puis fit partie de l’État souverain donné à Charles-Henri de Lorraine-Vaudémont par Charles IV de Lorraine, mais fut annexé par la France en 1793. Également, la prévôté de Sarrewerden (orthographié Sarverden) a fait partie du Bailliage d'Allemagne de la Lorraine, ce bailliage fut supprimé en 1751.
Avant la Révolution de 1789, à la suite du traité de Ryswick (1697), Louis XIV avait dû restituer aux comtes de Nassau dans le cadre de l'Empire (c'est-à-dire du royaume d'Allemagne) l'ancien comté de Sarrewerden, à l'exception de Bockenheim-Sarrewerden, recouvrés par Léopold Ier duc de Lorraine. En 1766, ces deux cités revinrent avec la Lorraine à la couronne française.Entretemps, pour compenser la perte de Sarrewerden, l'ancienne capitale du comté, les princes de Nassau avaient fondé en 1702 (sur le ban communal de Zollingen) l'actuelle « Villeneuve » (Neustadt) appelée Neusaarwerden. En 1794, Neusaarwerden et Bockenheim furent réunies sous le nom de Saar-Union. Saar Union a été francisé en Sarre-Union après la Première Guerre mondiale.
Les autres localités de l'ancien comté de Sarrewerden et de la prévôté de Herbitzeim furent réparties entre les Nassau-Sarrebrücken (bailliage de Harskirchen) et les Nassau-Weilburg (bailliage de Neusaarwerden).
Sarrewerden devint une dépendance du royaume de France de 1766 à 1789, fut ensuite rattachée au département de la Moselle en 1790 puis au Bas-Rhin en 1793.

### Héraldique
| Blason de Sarrewerden | Blason  | De sable à l'aigle bicéphale d'argent, becquée et membrée d'or, lampassée de gueules.                                                       |
| Blason de Sarrewerden | Détails | Il s'agit du blason du comté de Sarrewerden ou de Nassau-Saarwerden ; ces armes sont incluses dans certains blasons de la maison de Nassau. |

## Politique et administration
| Période                                  | Période                   | Identité                                           | Étiquette | Qualité |
| ---------------------------------------- | ------------------------- | -------------------------------------------------- | --------- | ------- |
| mars 2001                                | 2007                      | Gérard Berg                                        |           |         |
| 2007                                     | En cours (au 31 mai 2020) | Jean-Joseph Taesch, Réélu pour le mandat 2020-2026 |           |         |
| Les données manquantes sont à compléter. |                           |                                                    |           |         |

## Démographie
L'évolution du nombre d'habitants est connue à travers les recensements de la population effectués dans la commune depuis 1793. Pour les communes de moins de 10 000 habitants, une enquête de recensement portant sur toute la population est réalisée tous les cinq ans, les populations de référence des années intermédiaires étant quant à elles estimées par interpolation ou extrapolation. Pour la commune, le premier recensement exhaustif entrant dans le cadre du nouveau dispositif a été réalisé en 2005.

En 2022, la commune comptait 820 habitants, en évolution de −4,32 % par rapport à 2016 (Bas-Rhin : +3,17 %, France hors Mayotte : +2,11 %).
| 1793 | 1800 | 1806 | 1821 | 1831 | 1836 | 1841 | 1846 | 1851 |
| ---- | ---- | ---- | ---- | ---- | ---- | ---- | ---- | ---- |
| 388  | 474  | 474  | 592  | 690  | 650  | 615  | 602  | 584  |

| 1856 | 1861 | 1866 | 1871 | 1875 | 1880 | 1885 | 1890 | 1895 |
| ---- | ---- | ---- | ---- | ---- | ---- | ---- | ---- | ---- |
| 546  | 566  | 576  | 563  | 571  | 517  | 538  | 542  | 516  |

| 1900 | 1905 | 1910 | 1921 | 1926 | 1931 | 1936 | 1946 | 1954 |
| ---- | ---- | ---- | ---- | ---- | ---- | ---- | ---- | ---- |
| 520  | 530  | 523  | 480  | 437  | 426  | 395  | 391  | 359  |

| 1962 | 1968 | 1975 | 1982 | 1990 | 1999  | 2005 | 2006 | 2010 |
| ---- | ---- | ---- | ---- | ---- | ----- | ---- | ---- | ---- |
| 418  | 429  | 947  | 967  | 987  | 1 013 | 956  | 953  | 938  |

| 2015 | 2020 | 2022 | - | - | - | - | - | - |
| ---- | ---- | ---- | - | - | - | - | - | - |
| 860  | 831  | 820  | - | - | - | - | - | - |

## Lieux et monuments
- Église Saint-Blaise de Sarrewerden à Sarrewerden.

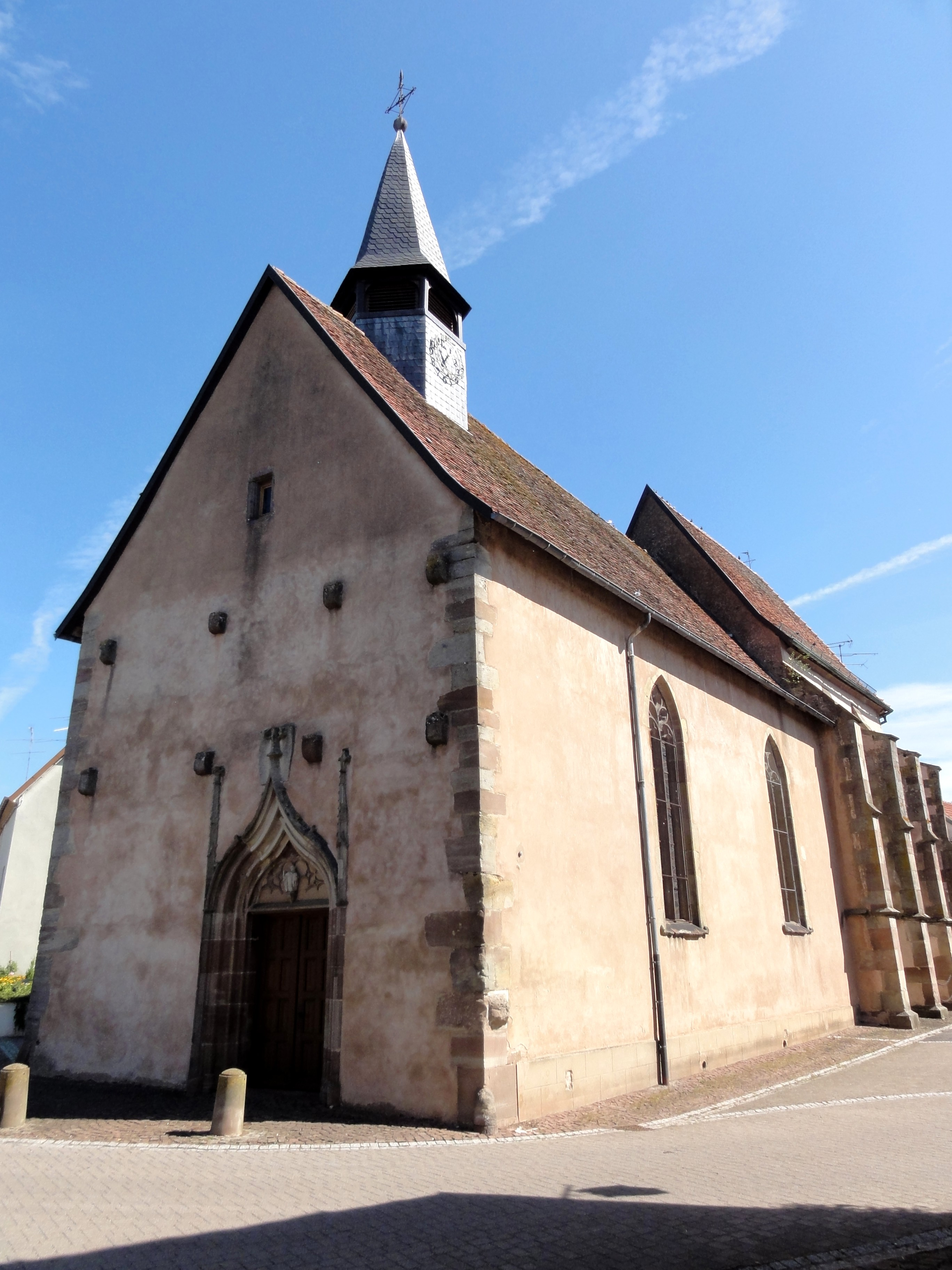
Église Saint-Barthélemy, ancienne collégiale Saint-Blaise.
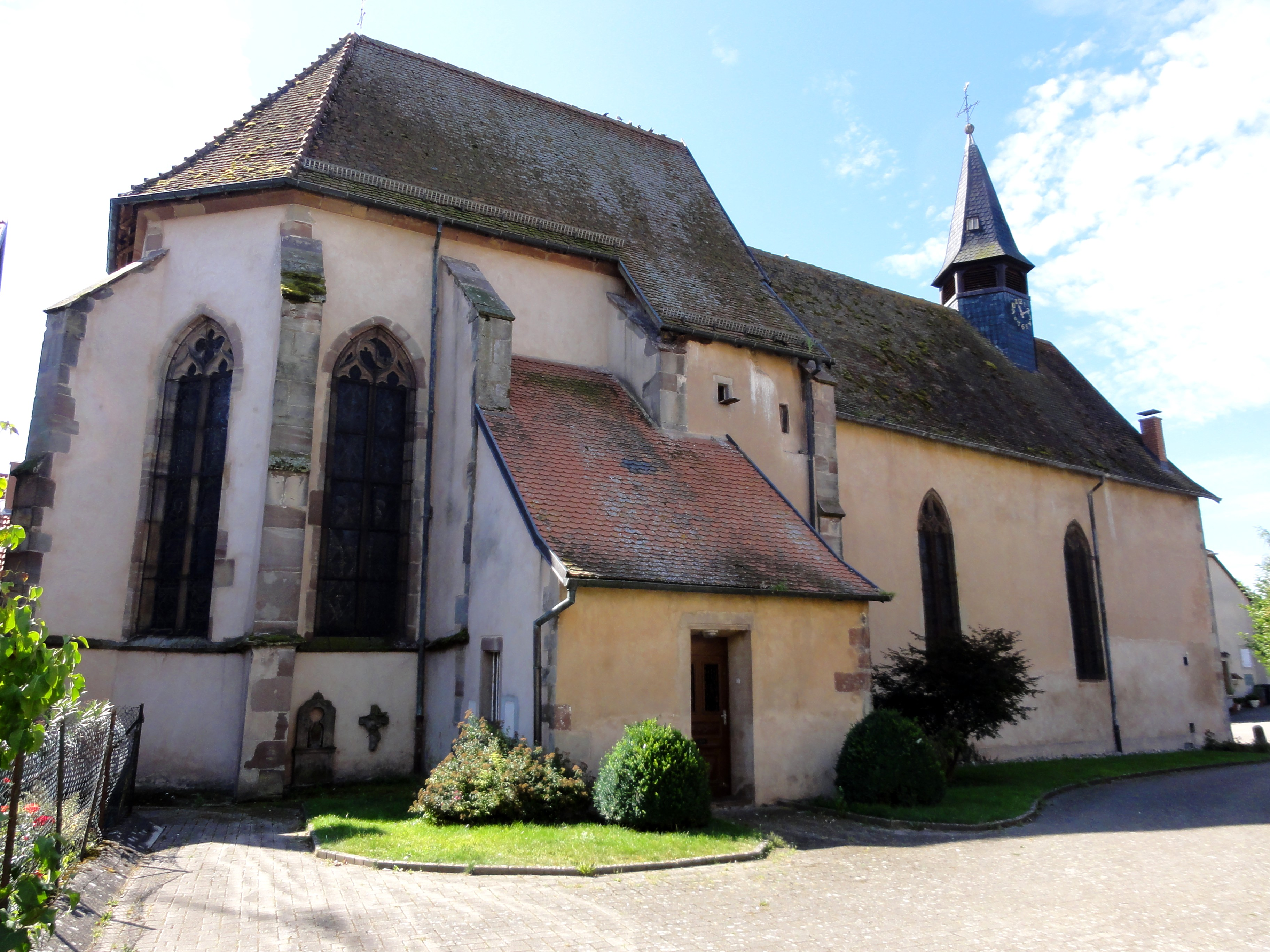
Église Saint-Barthélemy, ancienne collégiale Saint-Blaise.
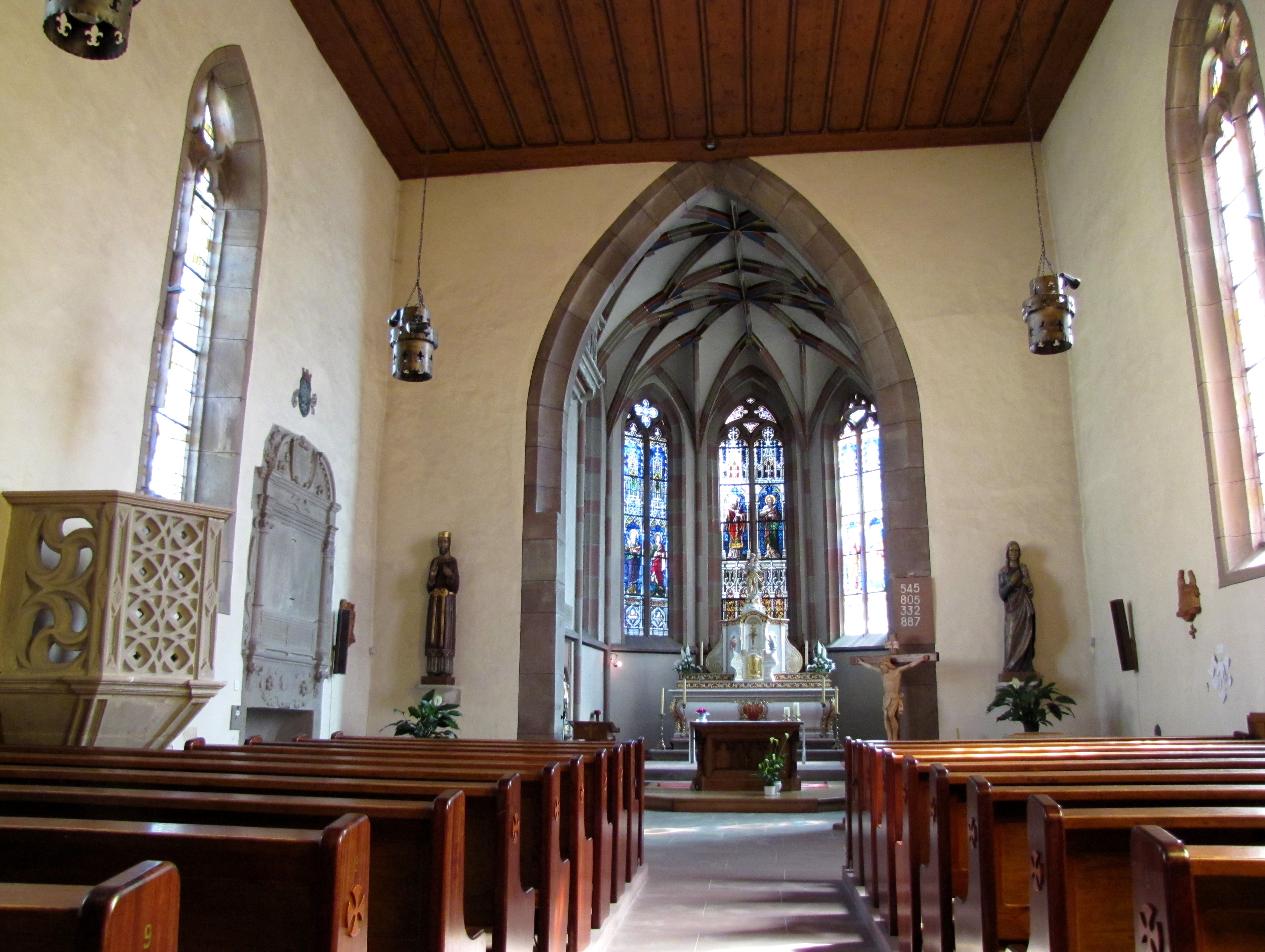
Vue intérieure de la nef vers le chœur, chaire à prêcher (1586).
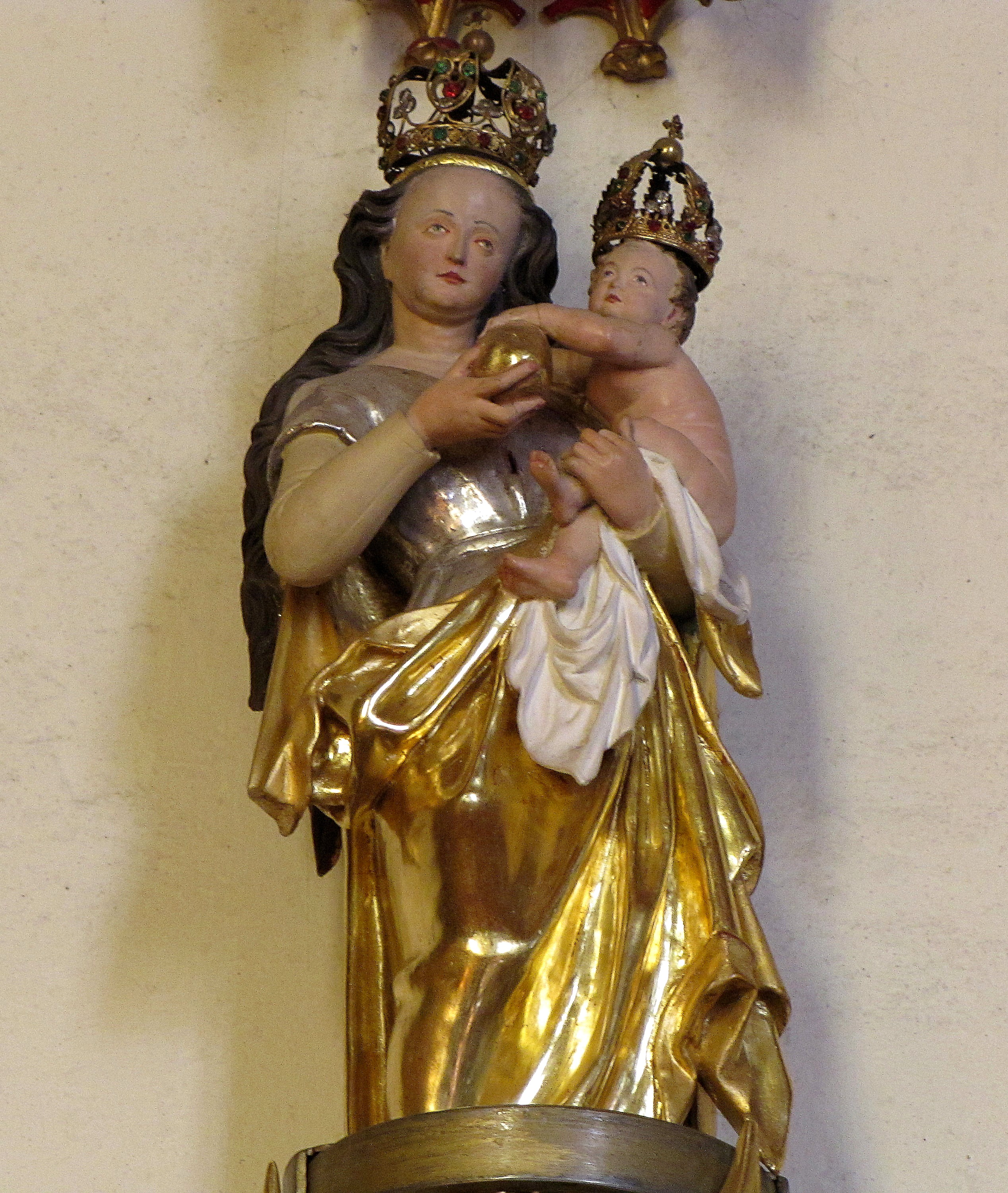
Vierge à l'enfant (XVIe).
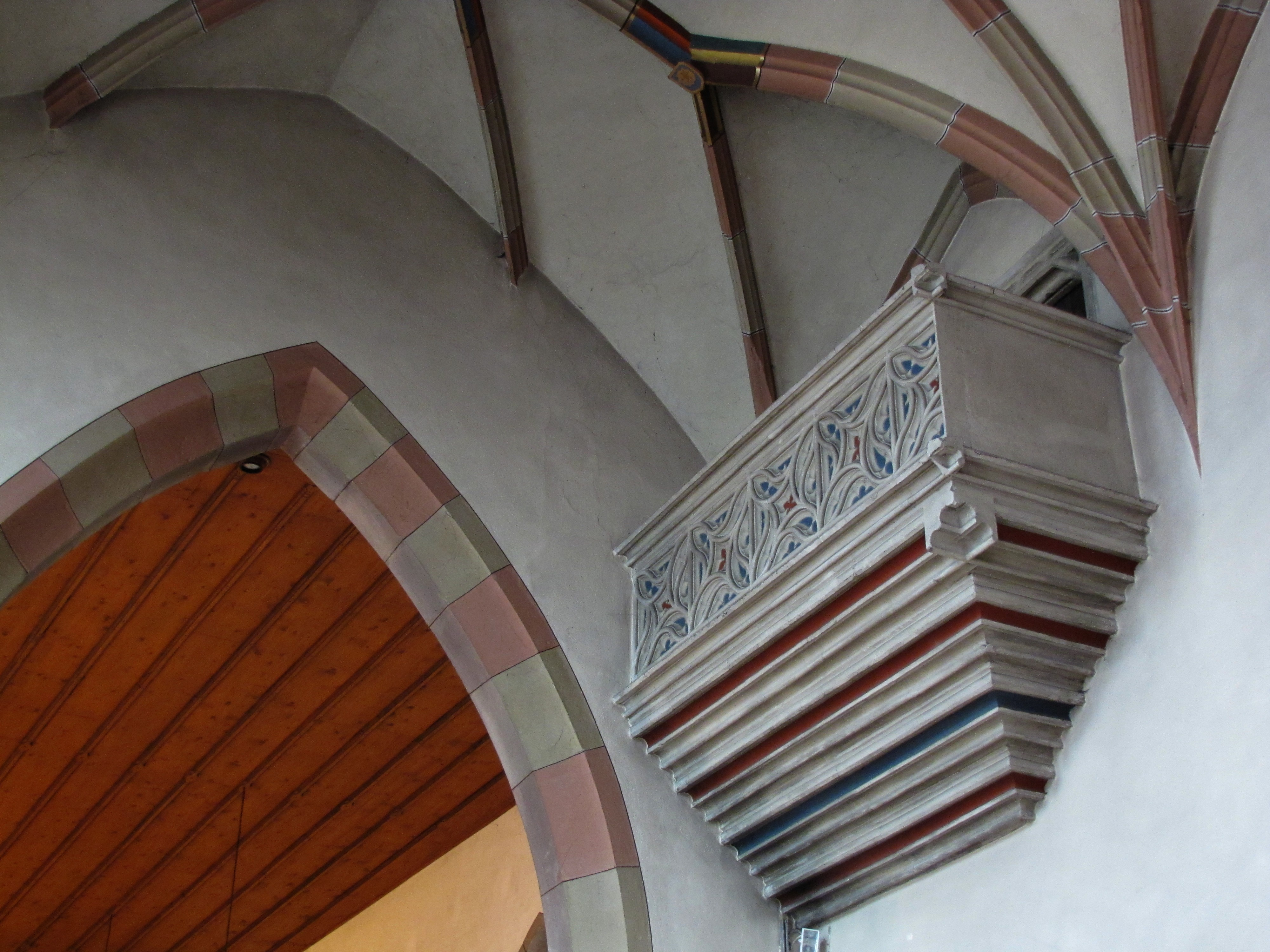
Balcon des anciens comtes dans le chœur.

- Temple protestant à Sarrewerden.
- Temple protestant à Bischtroff-sur-Sarre.
- Église luthérienne à Zollingen qui reste l'une des quelque 50 localités d'Alsace dotées d'une église simultanée[26].
- Presbytère catholique de Sarrewerden

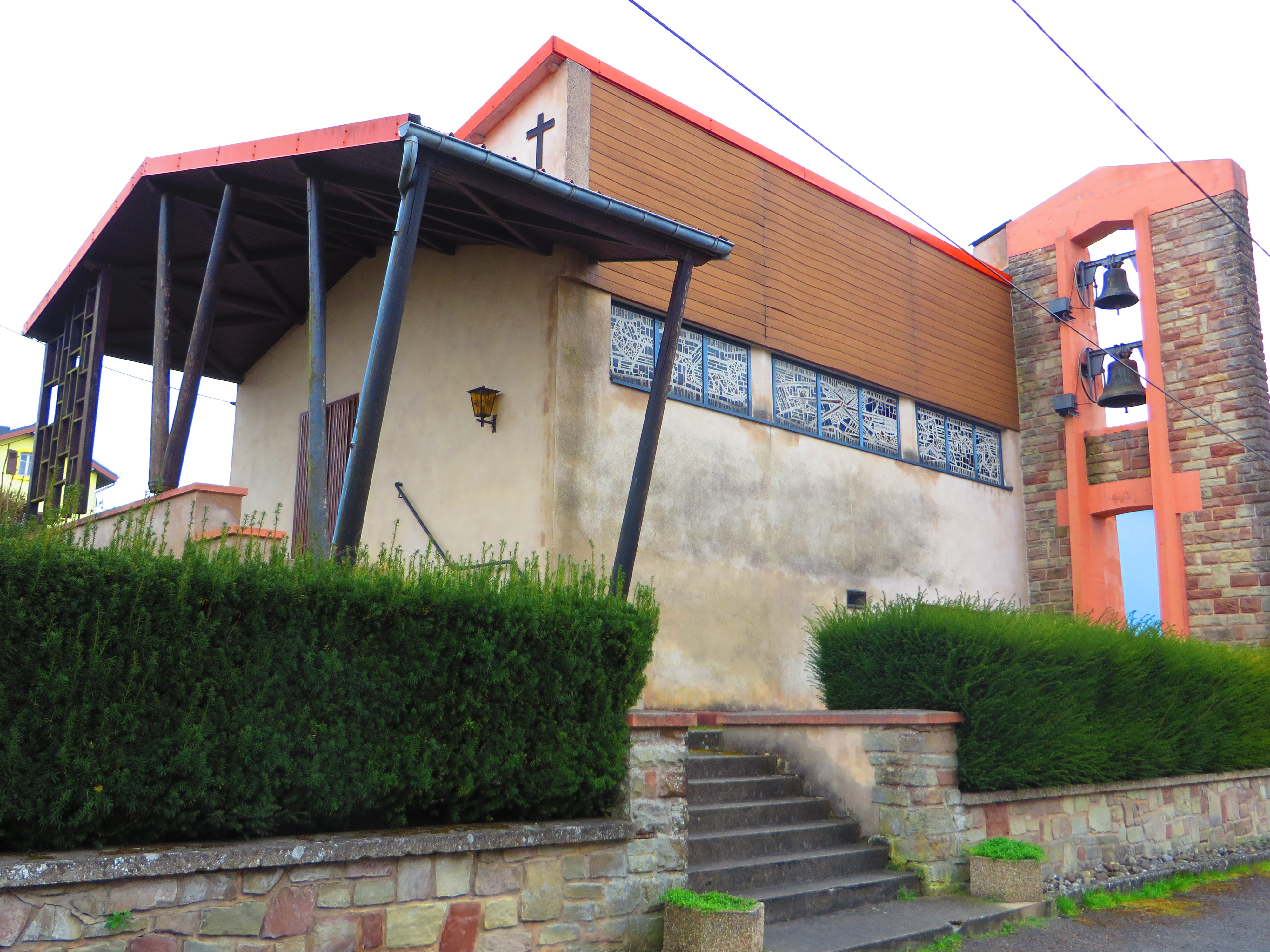
Temple de Sarrewerden.
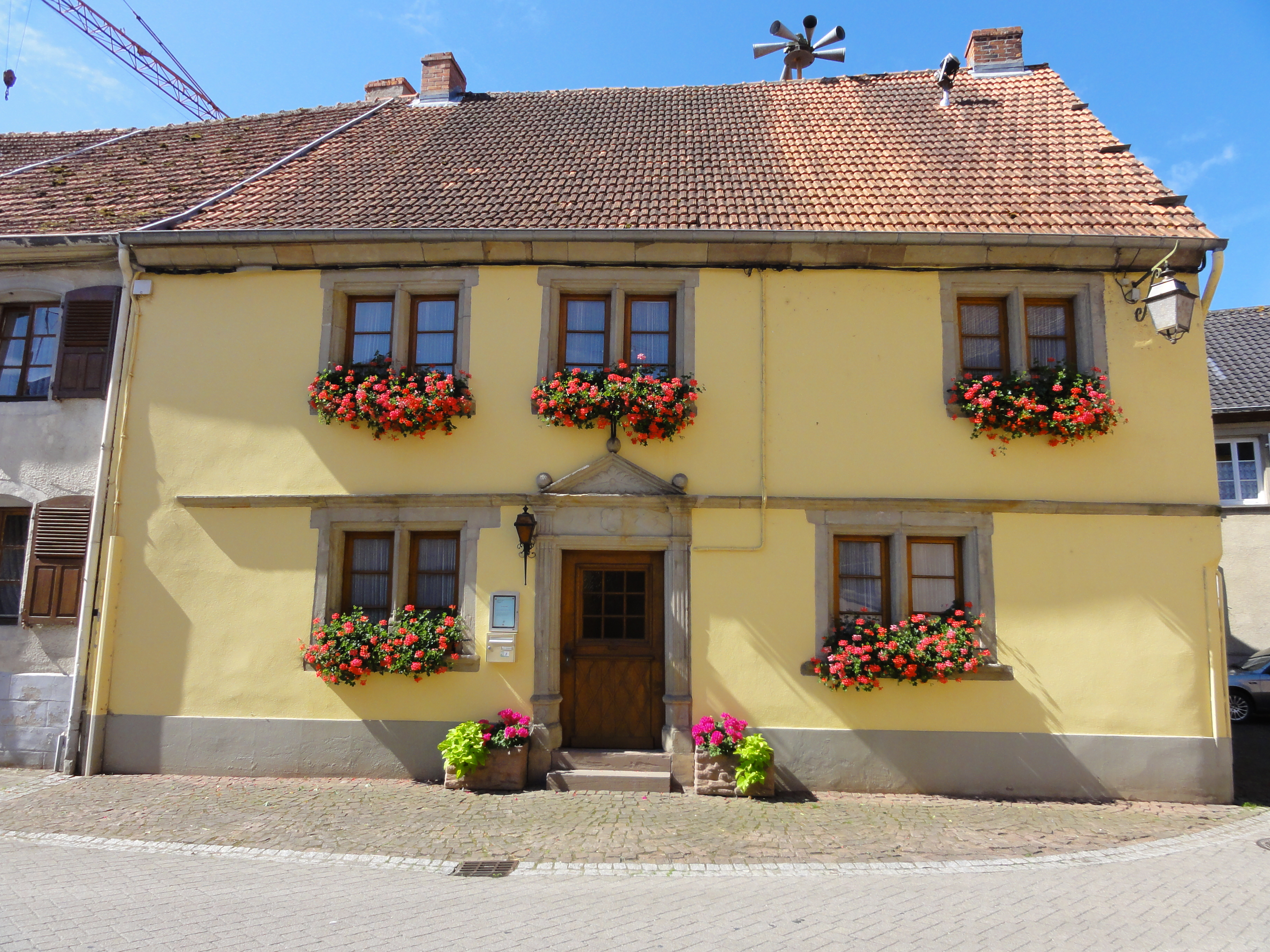
Ancien presbytère catholique (1575), actuellement mairie.
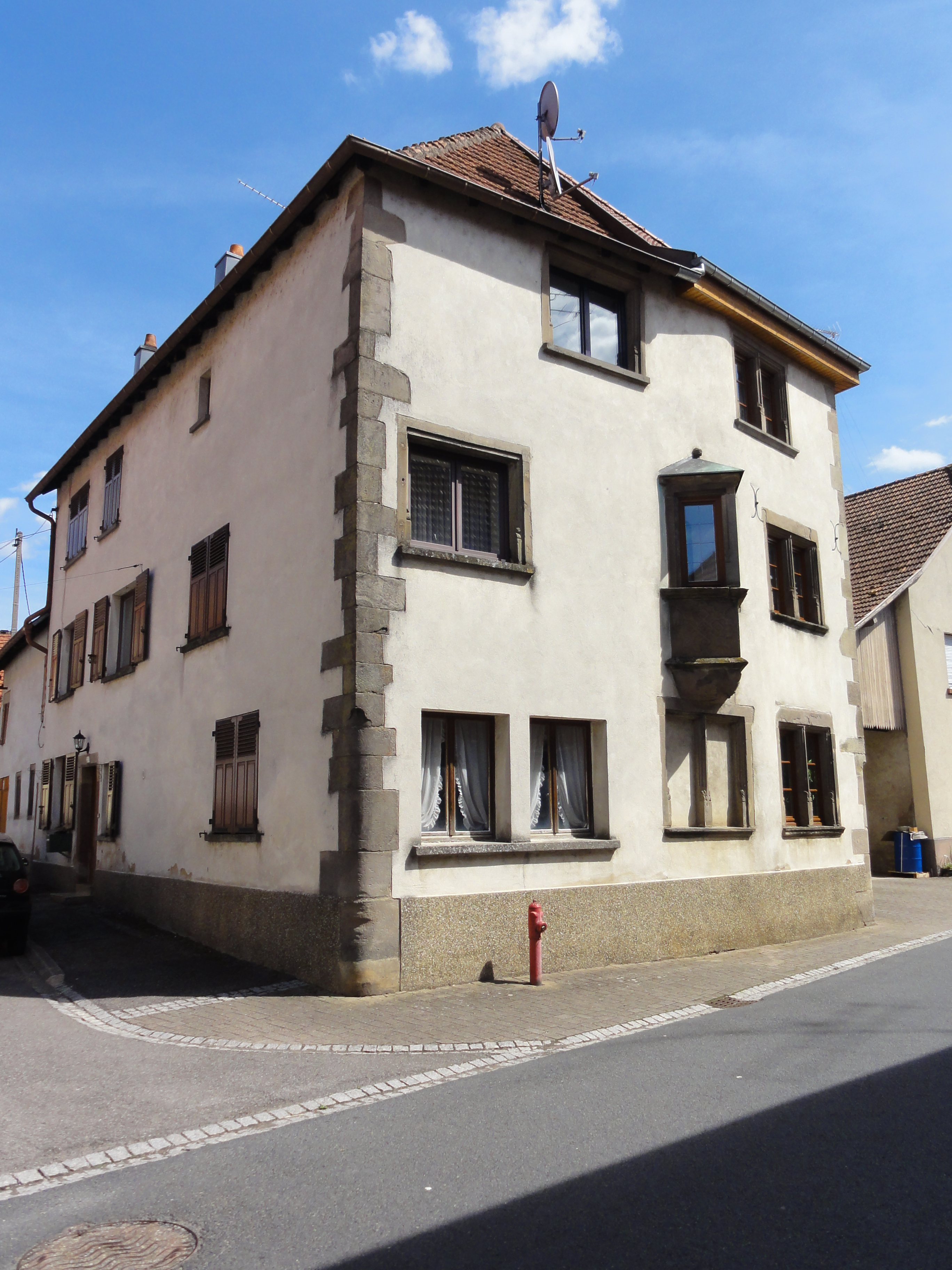
Maison (1602), 7 rue des Tanneurs.
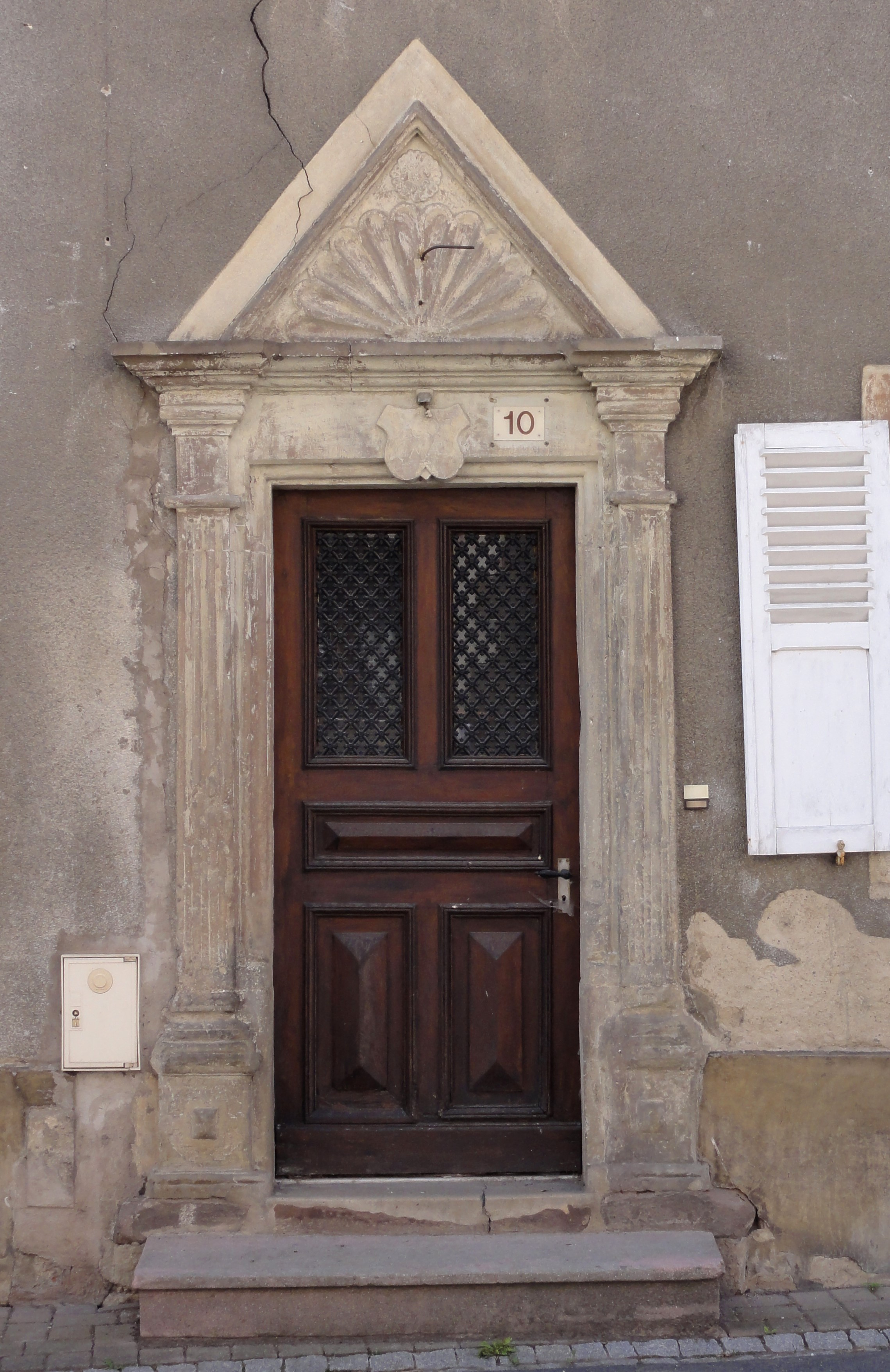
Portail (1603), 10 rue des Tanneurs.
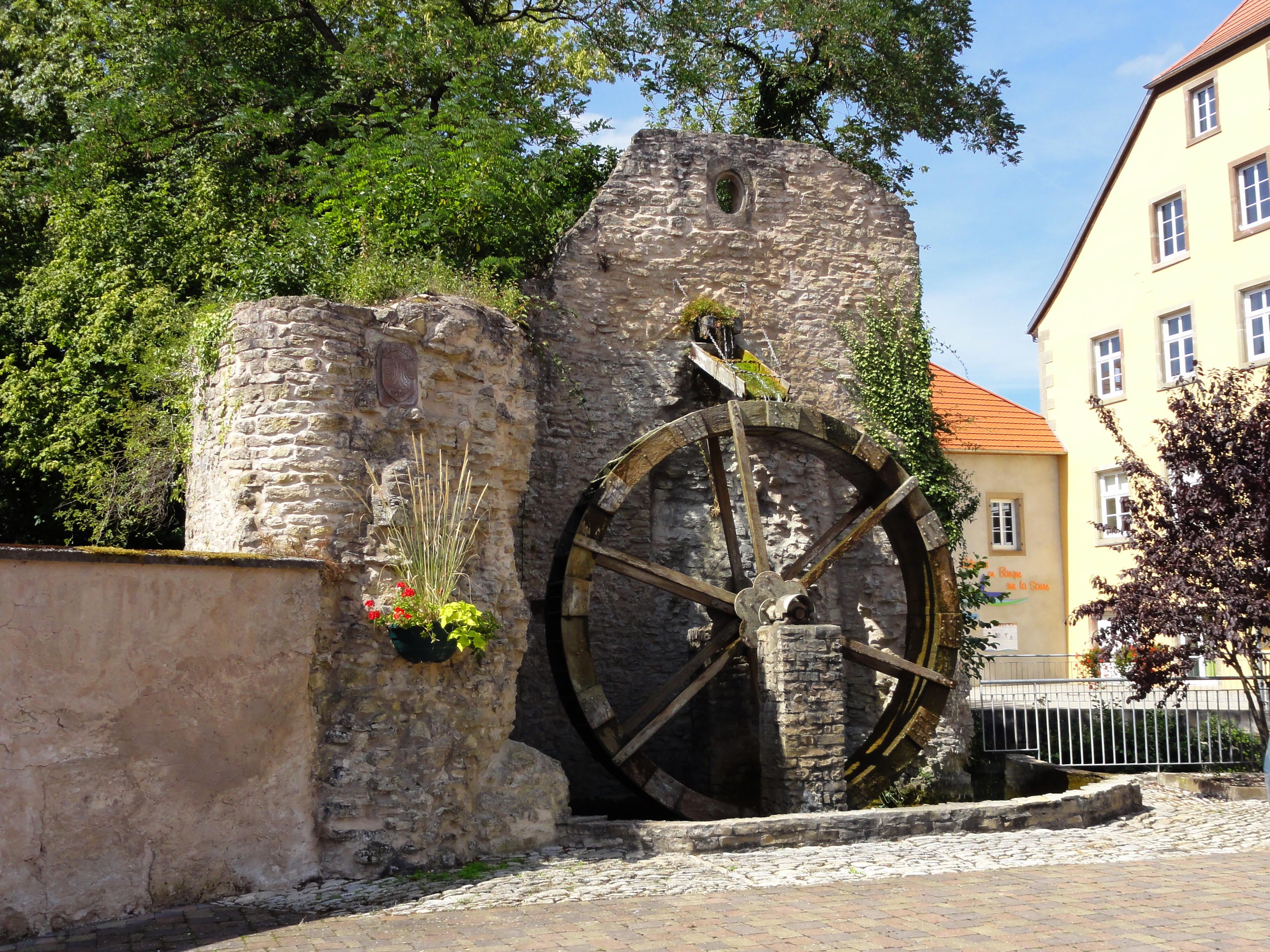
Vestiges de l'enceinte fortifiée.
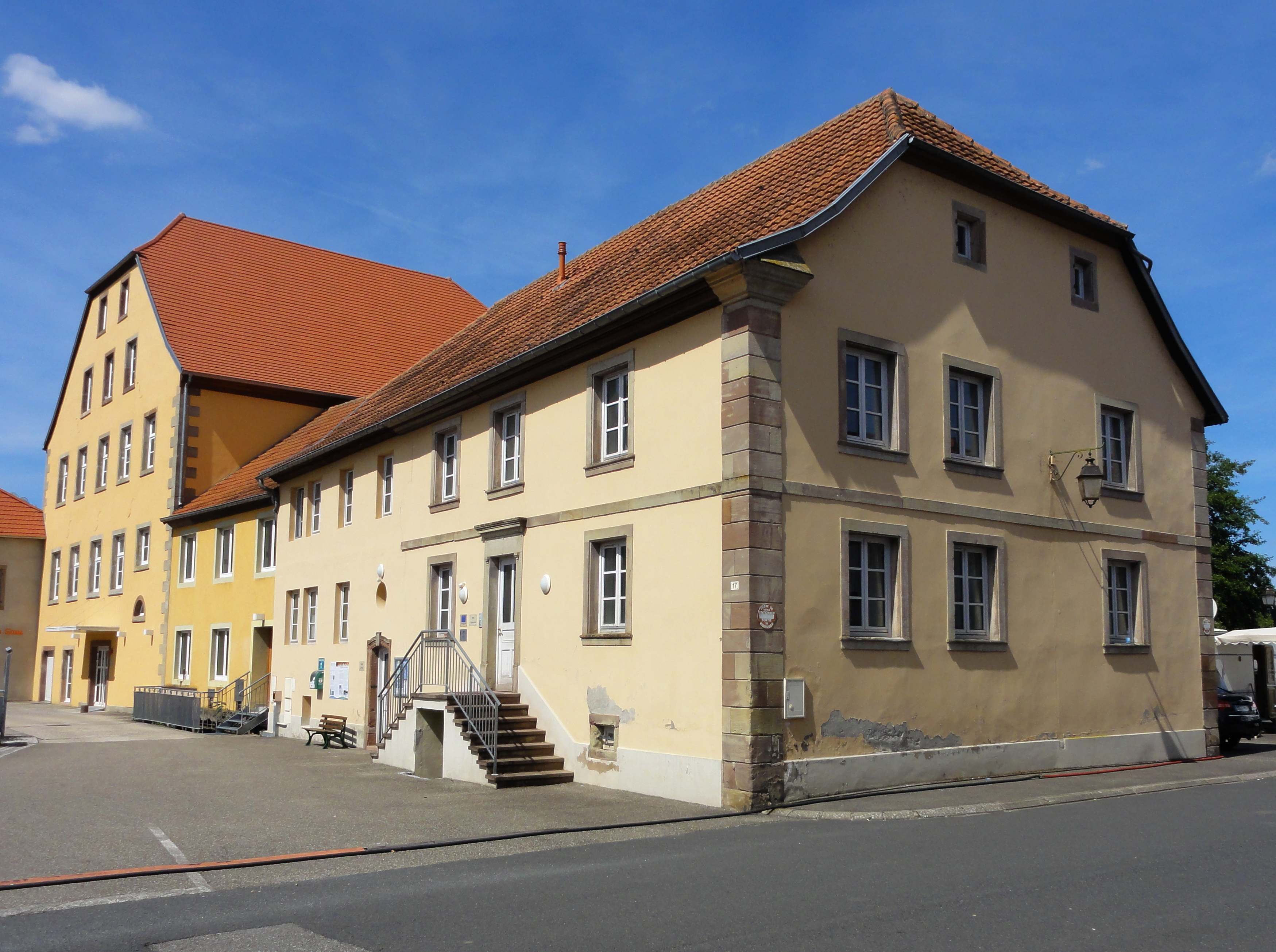
Ancien moulin (XVIIe-XVIIIe-XIXe), actuellement salle des fêtes, 17 rue des Comtes-de-Nassau.

## Personnalités liées à la commune
- Frédéric III de Sarrewerden (Friedrich III von Saarwerden) est né en 1348 à Sarrewerden, et décédé le 9 avril 1414 au château de Poppelsdorf (actuellement un quartier de Bonn). Il fut archevêque de Cologne de 1370 à 1414. À la mort de son frère Henri II en 1397, Friedrich III dirigea temporairement le comté de Sarrewerden, avant d'en céder le gouvernement à Friedrich von Moers. Son neveu Dietrich II. von Moers lui succéda à l'archevêché.